# Portugalská Wikipedie
Portugalská Wikipedie je jazyková verze Wikipedie v portugalštině. Byla založena v červnu 2001 jako pátá Wikipedie. V červnu 2024 obsahovala přes 1 126 000 článků a pracovalo pro ni 51 správců. Registrováno bylo přes 3 087 000 uživatelů, z nichž bylo přes 8 400 aktivních. V počtu článků byla 18. největší Wikipedie.
V této jazykové verzi Wikipedie se mísí evropská portugalština s brazilskou portugalštinou, což způsobuje některé problémy. Proto bylo uvažováno o vytvoření samostatné Wikipedie psané brazilskou portugalštinou, ale nakonec bylo rozhodnuto o ponechání jediné verze.
V roce 2012 provedli 81,3 % editací portugalské Wikipedie uživatelé z Brazílie a 13,3 % z Portugalska.
Nejvíce článků, respektive dotazů, z portugalské Wikipedie je zobrazeno v Brazílii (79,7 %), v Portugalsku (7,2 %), USA (6,7 %), Angole (1,2 %) a Mosambiku (0,8 %). Naopak na území Portugalska uživatelé používají portugalskou verzi v 53,5 % případů a dalšími nejrozšířenějšími jazykovými verzemi jsou zde anglická (38 %), ruská (1,9 %) a francouzská (1,7 %). Uživatelé v Portugalsku si během měsíce zobrazí asi 44,5 milionů dotazů, což představuje 0,3 % celkového zobrazení v rámci celé Wikipedie. V Brazílii je to 2,2 %. Portugalská Wikipedie je nejpoužívanější verzí v Guineji-Bissau, kde do ní směřuje 94,3 %, Angole (83,3 %), Brazílii (82,9 %) a Mosambiku (79,6 %). Používána je i ve Východním Timoru (20,4 % dotazů), Paraguayi (2,5 %) a Senegalu (1,2 %).
V roce 2019 bylo zobrazeno okolo 4,1 miliardy dotazů. Denní průměr byl 11 118 811 a měsíční 338 197 181 dotazů. Nejvíce dotazů bylo zobrazeno v listopadu (376 653 740), nejméně v únoru (287 708 928). Nejvíce dotazů za den přišlo ve středu 13. listopadu (20 689 992), nejméně v úterý 24. prosince (7 460 370).